# Jeanné Nell
Jeanné Nell (* 3. Dezember 1983 in Port Elizabeth; † 11. Februar 2014 in Kapstadt) war ein südafrikanischer Bahnradsportler, der auf Kurzzeitdisziplinen spezialisiert war.
Jeanné Nell war einer der stärksten Bahnsprinter Südafrikas und mehrfacher nationaler Meister in Kurzzeitdisziplinen. Am 11. Februar 2014 stürzte er bei einem Keirinrennen im Bellville Velodrome von Kapstadt, erlitt schwere Kopfverletzungen und starb wenig später in einem Krankenhaus. Zum Zeitpunkt seines Todes war er amtierender südafrikanischer Meister im Keirin sowie im Teamsprint (mit Brent Pheiffer) und sollte bei den Commonwealth Games 2014 in Glasgow später im Jahr starten. Er wurde 30 Jahre alt.